# Gothic (Zeitschrift)
Gothic – Magazine for Underground Culture war eine Musik- und Kulturzeitschrift der Alternative- und Schwarzen Szene. Ursprünglich als Dark-Wave- und Gothic-Rock-Magazin konzipiert, verlagerten sich die Themenschwerpunkte Ende der 1990er Jahre auf Metal, Mittelalterrock, Neue Deutsche Härte, Elektro und Future Pop. Das Magazin erschien vierteljährlich im Dark-Media-Verlag und war in Deutschland, Österreich und in der Schweiz erhältlich.

## Geschichte
Jörg Bartscher-Kleudgen (Sänger der Gothic-Rock-Band The House of Usher) brachte im Februar 1990 die erste Ausgabe, damals noch mit dem Untertitel Magazin für Psychedelic, als handkopierte Zeitschrift mit einer Auflagenhöhe von etwa 300 Kopien heraus. 1993 erschien mit Ausgabe 20 erstmals ein Hochglanzmagazin im DIN-A4-Format und eine Vinyl-Single als Heftbeilage, die mit nachfolgenden Ausgaben durch eine CD-Compilation abgelöst wurde.
1996 übernahm Martin Sprissler (Kains Kinder) die redaktionelle Leitung und baute das Magazin, trotz Weiterverwendung des Titels, zu einem szeneübergreifenden Independent-Medium aus. Kleudgen widmete sich unterdessen seinem ähnlich gestalteten Magazin The Gothic Grimoire. Ein Jahr später zählte das Gothic-Magazine eine Auflage von 40.000 Einheiten, die bis um die Jahrtausendwende auf 48.000 erhöht wurde.
Am 10. Januar 2023 erschien mit Gothic 91 die allerletzte gedruckte Ausgabe von Martin Sprissler im Handel. Zur Gothic Fashion Show @Mera Luna gab es im Sommer 2023 zusätzlich noch ein rein digitales Sonderheft, bevor das Magazin eingestellt wurde.

## Inhalt
Das Magazin widmet sich vor allem Themen aus dem Alternative-, Metal- und Schwarzen-Szene-Umfeld. Vereinzelt werden noch Künstler aus dem Gothic-Bereich thematisiert, jedoch ist dieser Themenschwerpunkt schrittweise in den Hintergrund gerückt. Neben zahlreichen Interviews, Rubriken für Hörspiele, Literatur, Filme und Reisetipps liegen dem Heft ein Set Farbpostkarten sowie eine CD-Compilation bei, die renommierte Künstler aber auch Newcomer-Bands beinhaltet.
Mit den Jahren setzte das Gothic Magazine neben Musikthemen auch einen großen Schwerpunkt auf Mode und Lifestyle-Themen, sodass 2009 ein neues Magazin namens Gothic Lifestyle erschien. Nach wenigen Ausgaben wurde dieses als Sonderheft in die reguläre Ausgabe integriert.

## Besonderheiten
Im Gegensatz zu anderen Zeitschriften wie Zillo, Orkus oder Sonic Seducer wurden auf den Titelseiten keine bekannten Musiker abgebildet, sondern Angehörige der Gothic- und Dark-Wave-Szene, die anfangs von Felix Flaucher (Silke Bischoff, 18 Summers) fotografiert wurden. Auch mit der zunehmenden Verlagerung der Themenschwerpunkte wurden bis etwa 2005 noch Goths auf das Cover genommen. Im Jahr 2000 löste der Hechinger Fotograf Peter Schilling, der auch größtenteils die Cover-Fotografie für die Extreme-Clubhits-Sampler-Reihe übernahm, Felix Flaucher ab. 2003 übernahm Thomas van de Scheck (TvdS) und 2011 Annie Bertram die Cover-Fotografie.